# 海神寒極魚
海神寒極魚為輻鰭魚綱鱸形目南極魚亞目南極魚科的其中一種，分布於南冰洋的羅斯海，以浮游生物為食，生活習性不明。